# メリーさんのひつじ
- メリーさんのひつじ[1][2][3][4][5]
- めりーさんのひつじ[1][3]
- メリーさんの羊[2]
- メリさんの羊[1][6][7]
- めりさんのひつじ[2][5]

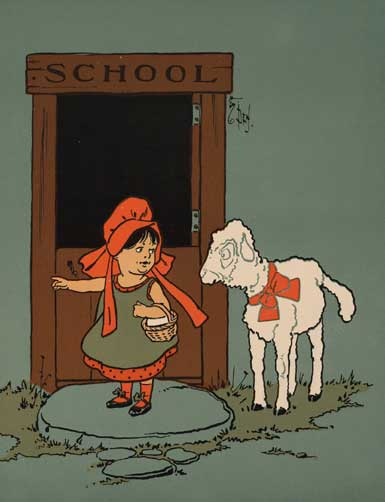
学校でのメリーとひつじ（ウィリアム・ウォーレス・デンスロウ（William Wallace Denslow）画）

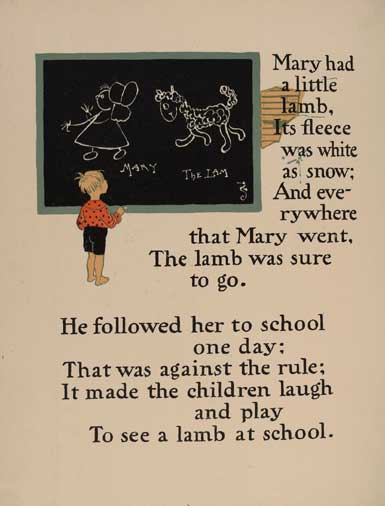
マザー・グース1901年版のウィリアム・ウォーレス・デンスロウによる挿画

メリーさんのひつじ（Mary Had a Little Lamb）は、19世紀のアメリカ合衆国に起源を持つ英語の童謡（ナーサリーライム、マザー・グース）である。
曲名は「メリさんの羊」とも表記される。 

## 概要
この童謡は、1830年5月24日に、サラ・ジョセファ・ヘイルによるオリジナルの詩としてボストンの出版社から発行された。
この詩は、実際のできごとに基づいている。メリー・エリザベス・ソーヤー（Mary Elizabeth Sawyer）という少女が羊をペットとして飼っていたが、ある日、兄弟に勧められて学校に連れて行き、大騒ぎになった。メリーは、それを見て喜んだジョン・ルールストンという学生から、翌日、3つのスタンザからなるこの詩の原型が書かれた紙を手渡されたと述懐している。
この詩の起源については2つの対立する説がある。ひとつの説は、ルールストンが最初の4行と最後の12行を書き、残りのもっと道徳的で、子供っぽくない部分をサラ・ジョセファ・ヘイルが書いたとするものである。他の説は、ヘイルが全てを書いたというものである。
マサチューセッツ州スターリング（Sterling）にあったメリー・ソーヤーの家は、2007年8月12日に放火により焼失した。この町の中心には、メリーさんのひつじを表した像が建てられている。
1877年12月6日、トーマス・エジソンが世界初の蓄音機（レコード）への録音をした曲である。しかしこのレコードは壊れて再生ができない。
メロディを修正したものが、キング・フィーチャーズ・シンジケートで社章と共に版権ロゴとして使用されている。

## 歌詞
1. 
```
  Mary had a little lamb
  Little lamb, little lamb,
  Mary had a little lamb
  Its fleece was white as snow.
```

2. 
```
  And everywhere that Mary went,
  Mary went, Mary went,
  Everywhere that Mary went,
  The lamb was sure to go.
```

3. 
```
  It followed her to school one day,
  School one day, school one day,
  It followed her to school one day,
  Which was against the rule.
```

4. 
```
  It made the children laugh and play,
  Laugh and play, laugh and play,
  It made the children laugh and play,
  To see a lamb at school.
```

5. 
```
 "Why does the lamb love Mary so?"
  Mary so, Mary so,
  "Why does the lamb love Mary so?"
  The eager children cry. 
```

6.
```
  "Why, Mary loves the lamb, you know,
  Lamb, you know, lamb, you know,
  Mary loves the lamb, you know,"
  The teacher did reply. 
```

Little lambの部分をBig giraffe、Rhinoceros、Kangaroo、Camelに入れ替えて歌うことも可能。

### 日本語詞
日本語詞は、高田三九三が訳詞したものが最も知られている。高田は1927年、東京外国語学校在学中にアメリカの童謡集とイギリスのレコードをもとに本曲を訳詞した。なお、本作の翻訳からは既に97年経過しているが、彼が没したのは2001年1月29日のため、日本国内における著作権は2025年時点でも有効である。
日本での初レコード化は1937年9月、日本ビクターで古筆愛子らによって吹き込まれたものである。
そして1952年頃、NHKラジオの『うたのおばさん』で紹介され、全国的に知られるようになった。これは番組ディレクター（当時）の山本道子が高田編著の書籍をもとに選曲したものである。
日本の音楽教科書には高田のほか、北村文夫、久野静夫、芙龍明子、別府太郎の日本語詞が掲載されている。
1992年には『ちびまる子ちゃん』を起用したポッカコーポレーション（現：ポッカサッポロフード&ビバレッジ）「つぶコーンスープ」のテレビCMで替え歌が歌われていた。

## 録音した歌手
- 橋本潮、森の木児童合唱団
- 岡崎裕美
- 羽生未来
- 横山だいすけ、三谷たくみ
- 花田ゆういちろう、小野あつこ

## 編曲
- メリーさんの羊の一日 - 内田美雪の編曲。『おもしろ変奏曲にアレンジ! 〜童謡唱歌〜』（ヤマハミュージックメディア）に掲載。

## その他
- 2015年3月22日から、JR西日本大阪環状線玉造駅の発車メロディに採用されている。同駅高架下の商業施設「ビエラ玉造」が、窓枠を音階に見立てて本曲を表現していることにちなんでいる[10]。その他、山陽本線の加古川駅にて入線メロディーとして聞くことが出来る。
- 使われている音程が広いことから、音を聞き取りにくい人向けのメロディとして利用された例がある[11]。
- ドラムライン(マーチングバンド)のケーデンス 『Jig 2』にメリーさんのひつじが引用されている。